# Thomas Rabienga
Thomas Rabiega était un syndicaliste CGT du bassin minier du Nord-Pas-de-Calais et un des résistants polonais en France durant la seconde guerre mondiale.

## Biographie
Thomas Rabiega, mineur de Montigny-en-Ostrevent, fut d'abord un militant des groupes de la main-d’oeuvre immigrée créés par le PCF dans les années 1920. Vers la fin des années 1930, il dirigeait les sections polonaises de la CGT dans le Douaisis,, au cœur du bassin minier du Nord-Pas-de-Calais. 
Il fut ensuite arrêté en 1939 et interné au camp du Vernet, en Ariège, créé  pour interner les républicains espagnols en fuite à la suite de leur défaite au cours de la guerre civile et les membres des Brigades internationales venus de toute l'Europe. Il y a été emprisonné pendant la Seconde Guerre mondiale comme « communiste étranger ».
Après la Seconde Guerre mondiale, il a fait partie des 5 000 Polonais de France qui ont décidé de retourner en Pologne pour participer à la reconstruction de leur pays d’origine, dans le poumon industriel de la Basse-Silésie.  
Une fois revenu en Pologne, il a milité au sein du Syndicat des mineurs de Walbrzych. Au début des années 1950, la ville a décidé d’inaugurer une rue en son nom.
En octobre 2016, une "loi de décommunisation" promulguée par le gouvernement en Pologne de Andrzej Duda a imposé aux communes de débaptiser les rues et monuments portant le nom de communistes parmi lesquels également Bronislaw Kania, Aleksy Czeredziak, et Roman Piotrowski. Son application est confiée à un "Institut de la mémoire nationale (IPN)" organisme étatique composé d’historiens choisis pour leur anticommunisme et on apprend que six Polonais ayant milité dans l’hexagone contre Franco et Hitler ont été inscrits sur une « liste noire » à Walbrzych.